# Steve Halliwell
Stephen Harold „Steve“ Halliwell (* 19. März 1946 in Bury, Lancashire; † 15. Dezember 2023 in Leeds) war ein britischer Schauspieler.

## Leben
Steve Halliwell wuchs als Sohn von Fred und Jenny Halliwell gemeinsam mit seinem Bruder Clive (* 1944) in Bury in der Grafschaft Lancashire auf.
Er absolvierte seine Schauspielausbildung von Ende der 1960er-Jahre bis zum Anfang der 1970er-Jahre an der Mountview Academy of Theatre Arts in London. Von 1977 an wirkte Halliwell als Schauspieler vor der Kamera in mehr als 30 Film- und Fernsehproduktionen mit, darunter vorrangig in Fernsehserien. Einem breiten Publikum bekannt wurde er vor allem durch seine Rolle des Zak Dingle in der Serie Emmerdale, die er von 1994 bis 2023 in rund 2.400 Folgen verkörperte.
Halliwell hatte im Laufe seines Lebens nach eigenem Bekunden mehrmals mit Depressionen und Alkoholproblemen zu kämpfen, was immer wieder zu Unterbrechungen seiner Schauspielkarriere führte. Er war verheiratet und hatte mit seiner Frau drei Kinder. Halliwell starb am 15. Dezember 2023 im Alter von 77 Jahren nach längerer Krankheit in einem Hospiz in Leeds.

## Filmografie (Auswahl)
- 1983–1990: Der Doktor und das liebe Vieh (All Creatures Great and Small, Fernsehserie, 3 Folgen)
- 1984: Tag Null (Threads)
- 1984–1994: Coronation Street (Fernsehserie, 12 Folgen)
- 1985–1986: The Practice (Fernsehserie, 44 Folgen)
- 1987: Das vierte Protokoll (The Fourth Protocol)
- 1993: Heartbeat (Fernsehserie, Folge 2x03)
- 1993: Für alle Fälle Fitz (Cracker, Fernsehserie, Folge 1x05)
- 1994: Fair Game (Fernsehfilm)
- 1994–2023: Emmerdale (Fernsehserie, 2393 Folgen)
- 2014: Ant & Dec’s Saturday Night Takeaway (Fernsehserie, Folge 11x06)